# Kombinacja norweska na Mistrzostwach Świata Juniorów w Narciarstwie Klasycznym 2023
Kombinacja norweska na Mistrzostwach Świata Juniorów w Narciarstwie Klasycznym 2023 odbyła się w dniach 1-4 lutego 2023 roku w kanadyjskim Whistler. Zawodnicy rywalizowali w czterech konkurencjach: zawodach metodą Gundersena kobiet na dystansie 5 km, zawodach metodą Gundersena mężczyzn na dystansie 10 km, zawodach drużyn mieszanych oraz zawodach drużynowych mężczyzn.

## Wyniki kobiet

### Gundersen HS104/5 km
3 lutego
| Pozycja | Zawodniczka         | Narodowość | Czas    |
| ------- | ------------------- | ---------- | ------- |
|         | Annika Sieff        | Włochy     | 14:42,9 |
|         | Nathalie Armbruster | Niemcy     | +16,3   |
|         | Lisa Hirner         | Austria    | +41,2   |
| 4.      | Annalena Slamik     | Austria    | +57,8   |
| 5.      | Cindy Haasch        | Niemcy     | +1:38,1 |
| 6.      | Trine Göpfert       | Niemcy     | +1:47,2 |
| 7.      | Magdalena Burger    | Niemcy     | +1:55,3 |
| 8.      | Hazuki Ikeda        | Japonia    | +2:01,4 |
| 9.      | Minja Korhonen      | Finlandia  | +2:43,3 |
| 10.     | Ingrid Låte         | Norwegia   | +2:49,8 |

## Wyniki mężczyzn

### Gundersen HS104/10 km
3 lutego
|     | Iacopo Bortolas     | Włochy            | 25:59,2 |
|     | Tristan Sommerfeldt | Niemcy            | +3,3    |
|     | Paul Walcher        | Austria           | +9,9    |
| 4.  | Eidar Johan Strøm   | Norwegia          | +12,8   |
| 5.  | Niklas Malacinski   | Stany Zjednoczone | +31,2   |
| 6.  | Jiří Konvalinka     | Czechy            | +42,7   |
| 7.  | Benedikt Gräbert    | Niemcy            | +48,8   |
| 8.  | Richard Stenzel     | Niemcy            | +54,2   |
| 9.  | Torje Seljeset      | Norwegia          | +55,0   |
| 10. | Atsushi Narita      | Japonia           | +59,5   |
| ... |                     |                   |         |
| 29. | Kacper Jarząbek     | Polska            | +4:43,4 |
| 35. | Miłosz Krzempek     | Polska            | +5:41,4 |
| 36. | Andrzej Waliczek    | Polska            | +6:14,0 |
| DSQ | Grzegorz Mitręga    | Polska            | -       |

### Sztafeta HS104/4x5 km
1 lutego
| Pozycja | Państwo           | Zawodnicy                                                              | Czas    |
| ------- | ----------------- | ---------------------------------------------------------------------- | ------- |
|         | Niemcy            | Richard Stenzel Pepè Schula Benedikt Gräbert Tristan Sommerfeldt       | 50:17,8 |
|         | Norwegia          | Jens Dahlseide Kvamme Eidar Johan Strøm Torje Seljeset Andreas Ottesen | +2,9    |
|         | Austria           | Kilian Gütl Paul Walcher Samuel Lev Severin Reiter                     | +3,0    |
| 4.      | Stany Zjednoczone | Evan Nichols Carter Brubaker Caleb Zuckerman Niklas Malacinski         | +42,8   |
| 5.      | Czechy            | Jan Šimek Radim Sudek Lukáš Doležal Jiří Konvalinka                    | +3:04,8 |
| 6.      | Słowenia          | Urban Zajec Matija Zelnik Matic Garbajs Matic Hladnik                  | +3:36,6 |
| 7.      | Polska            | Andrzej Waliczek Kacper Jarząbek Miłosz Krzempek Grzegorz Mitręga      | +6:27,4 |
| DSQ     | Włochy            | Stefano Radovan Manuel Senoner Bryan Venturini Iacopo Bortolas         | -       |

## Zawody mieszane

### Sztafeta HS104/4x3,75 km
4 lutego
| Pozycja | Państwo           | Zawodnicy                                                             | Czas    |
| ------- | ----------------- | --------------------------------------------------------------------- | ------- |
|         | Austria           | Kilian Gütl Lisa Hirner Annalena Slamik Paul Walcher                  | 37:02,9 |
|         | Niemcy            | Benedikt Gräbert Cindy Haasch Nathalie Armbruster Tristan Sommerfeldt | +1,1    |
|         | Włochy            | Manuel Senoner Greta Pinzani Annika Sieff Iacopo Bortolas             | +1:00,8 |
| 4.      | Norwegia          | Torje Seljeset Ingrid Låte Heidi Dyhre Traaserud Eidar Johan Strøm    | +2:57,1 |
| 5.      | Finlandia         | Herman Happonen Minja Korhonen Alva Thors Eetu Pulju                  | +3:21,5 |
| 6.      | Słowenia          | Matic Garbajs Brina Sušnik Teja Pavec Matija Zelnik                   | +4:16,3 |
| 7.      | Stany Zjednoczone | Skyler Amy Alexa Brabec Tess Arnone Carter Brubaker                   | +4:43,2 |
| DNS     | Japonia           | Ringo Miyajima Atsushi Narita Kyotaro Yamazaki Hazuki Ikeda           | -       |